# Surdila-Greci
Surdila-Greci – wieś w Rumunii, w okręgu Braiła, w gminie Surdila-Greci. W 2011 roku liczyła 597 mieszkańców.